# Drepananthus minahassae
Drepananthus minahassae là loài thực vật có hoa thuộc họ Na. Loài này được Sijfert Hendrik Koorders mô tả khoa học đầu tiên năm 1898 dưới danh pháp Cyathocalyx minahassae. Năm 2010 Surveswaran S. et al. chuyển nó sang chi  Drepananthus.

## Phân bố
Sulawesi (Indonesia).